# Snappers
De Lutjanidae of snappers zijn vissen die behoren tot de orde van Perciformes. Sommige soorten worden gebruikt voor menselijke consumptie. Snappers worden aangetroffen in de tropische en subtropische gebieden in alle oceanen. Ze leven op dieptes tot 450 meter. De bekendste soort is de rode snapper.
Snappers kunnen soms 1 meter lang worden, en zijn naast de zeebaarzen geliefd als vangst voor vissers. Omdat zij zo snel groeien, zijn zij minder geschikt om in aquaria te houden.
Er zijn ongeveer 100 soorten snappers bekend, verdeeld over 16 geslachten. Niet alle vissen die de naam snapper krijgen toebedeeld, behoren echter tot de familie Lutjanidae. In engere zin zijn alleen leden van de familie Lutjanidae snappers.

## Geslachten
- Aphareus Cuvier, 1830
- Aprion Valenciennes, 1830
- Apsilus Valenciennes, 1830
- Etelis Cuvier, 1828
- Hoplopagrus Gill, 1861
- Lipocheilus Anderson, Talwar & Johnson, 1977
- Lutjanus Bloch, 1790
- Macolor Bleeker, 1860
- Ocyurus Gill, 1862
- Paracaesio Bleeker, 1875
- Parapristipomoides Kami, 1973
- Pinjalo Bleeker, 1873
- Pristipomoides Bleeker, 1852
- Randallichthys Anderson, Kami & Johnson, 1977
- Rhomboplites Gill, 1862
- Symphorichthys Munro, 1967
- Symphorus Günther, 1872